# Viela 17
Viela 17 é um grupo musical brasileiro de rap do Distrito Federal, nascido nas ruas de Ceilândia. 

## Carreira
O grupo teve seu início em 2000, como parte de um projeto desenvolvido pelo rapper GOG. Passou por diversas formações até a atual, com Preto, Japão (ex-membro da banda GOG) e Hernandes como MCs e Fabiano como DJ. A iniciativa para a criação foi de Japão, que junto com os ex-integrantes Dino Black e Manomix criou o Viela 17. Fez apresentações no Distrito Federal antes de lançar o seu primeiro álbum, em 2001, chamado O Jogo, que contou doze faixas.
Em 2004, com uma nova formação, o Viela 17 composto por Japão, Dj Fabiano, Juninho, Dj Buiu e Negro Dário lança o seu segundo álbum, O Alheio Chora Seu Dono, o qual foi produzido por Edi Rock, DJ Raffa e DJ K, o qual contou com a participação de Rappin' Hood, Pregador Luo, MV Bill e Sobreviventes de Rua. O trabalho seguinte veio em 2008, com o CD Lá no Morro, o qual recebeu apoio pela crítica e teve vendas bem-sucedidas. Ele contém participações de vários artistas, como MV Bill, Duckjay (Tribo Da Periferia), Vadioslocus, Look, Lívia Cruz, GOG, Alexandre (Natiruts), Kiko Santana e Rei (Cirurgia Moral), 3 um Só entre outros.
Em 2009, iniciou-se um trabalho com jovens do Distrito Federal e arredores por parte de Japão, tendo sido lançado no final do ano o CD Rap com Ciência, que foi gravado em escolas e contou com 76 crianças em dezesseis faixas do álbum.
Em 2020, lançaram a música "Confinadas",  alertando para a violência contra a mulher.

## Discografia
- O Jogo
- O Alheio Chora Seu Dono
- Lá no Morro
- Rap com Ciência
- 20de40
- Viela17 Clássicos
- Viela17 Remixes
- Viela17 ao Vivo

## Singles
- Entre o Amor e o Desprezo
- Estilhaços
- RAIX
- Nenhum Lutador Nasce Pronto
- Cria das Ruas